# Щербаковка (Дергачёвский район)
Щербако́вка (укр. Щербаківка) — село,
Токаревский сельский совет,
Дергачёвский район,
Харьковская область.

## Географическое положение
Село Щербаковка находилось на склонах одного из отрогов балки Татарка в одном км на север от села Кудиевка и в одном км на юго-восток от бывшего села Долбнивка (Дольневка); на расстоянии одного км проходит автомобильная дорога М-20, в 2-х км проходит граница с Россией.

## История
- В 1869 году здесь был Щербаков хутор с двумя ветряными мельницами.[1]
- В 1940 году, перед ВОВ, в Щербаковке было 42 двора.[7]
- В 1940 году в находящейся севернее Долбнивке (Долбновке) было 60 дворов.[5]
- После ВОВ Долбнивка была снята с учёта и стала нежилой вследствие депопуляции.
- 1997 — село Щербаковка было снято с учёта[8], так как в нём из-за депопуляции населения не стало жителей.